# Gilla Pátraic mac Donnchada II
Gilla Pátraic mac Donnchada  également nommé Gilla Pátraic mac Donnchada II (mort en 1055), pour le distinguer de son grand-père et homonyme Gilla Pátraic mac Donnchada le fondateur éponyme de la lignée des Mac Giolla Phádraig, est roi d'Osraige de 1039 à 1055 et le fils et co-successeur du roi Donnchad mac Gilla Pátraic.

## Règne
Lorsque Donnchad mac Gilla Pátraic meurt en 1039 après une longue maladie et il a comme successeurs conjoints dans son royaume d'Osraige: 
- son fils Gilla Pátraic mac Donnchada II (1039-1055) et
- son frère Muirchertach mac Gilla Pátraic  « leth ri » de la « moitié de l'Osraige » en 1039, tué par trahison dès 1041 par les Ui Caelluidhe c'est-à-dire les O' Kealys de Magh Lacha[4]

Bien qu'il mène pendant son règne une activité guerrière intense, Gilla  Pátraic n'est pas mentionné dans le liste « Reges Ossairge » du Livre de Leinster.
En 1042 lors de la bataille de Magh-Mailceth  Gilla Pátraic mac Donnchad II, allié avec Cuicoigriche Ua Mordha seigneur de Laigis et Macraith Ua Donnchada seigneur des Eóganacht Chaisil, défait et tuent Murchad mac Dúnlainge, le nouveau roi de Leinster, et Donnchadh, fils d'Aedh, seigneurs des Uí Bairrche. Lors de ce combat sont également tués Gilla Emhin Ua h-Anrothain seigneur Ui Cremhtannai et Eachdonn mac Dunlaig tanaiste de Leinster.Ala suite de cette bataille Diarmait mac Mail na mBo apparenté par sa mère à Gilla Pátraic assume la royauté sur le Leinster 
Une expédition de pillage et menée par les Osraighi et les Hommes de l'Est du Munster, Macraith Ua Donnchadha, et Echthighern Ua Donnagain, seigneur d' Aradh, aussi loin que  Dun-na-sgiath; qu'ils brûlent, et où ils saisissent quelques petits butins. Mais Carthach, le fils de  Saorbhreathach et petit-fils de Donnchad mac Cellacháin, seigneur d'Eóganacht Chaisil, les intercepte à Maeilcaennaigh, près de Golden au confluent de la rivière Multeen et de la Suir; et il les défait. Ua Donnagain, seigneur d'Aradh, est tué ainsi que de nombreux autres.
En 1049 Donnchad mac Briain s'avance avec une armée jusqu'à Magh-nAirbh, où il obtient des otages du Leinster et de l'Osraige  Cependant agissant de concert avec son allié Diarmait mac Mail na mBo les force de Gilla Pátraic envahissent deux fois le royaume de Mide où il brulent les églises jusqu'à l'ouest de Slane et font de nombreux prisonniers.
Deux années plus tard mettant à profit le fait que Donnchad mac Briain ne peut pas intervenir car il  trouve dans le sud de Irlande, Diarmait mac Mail na mBo mène une armée conjointement avec son parent Gilla Patraic et les Étrangers de Dublin et envahit le  Munster, ils parviennent jusqu'à Imleach-Ibhair, et brûle Dun-tri-liag L'année suivante  Gilla  Pátraic, seigneur d'Osraige meurt et il a comme successeur son fils Domnall mac Gilla Pátraic.

## Sources
- (en) T.W Moody, F.X. Martin et F.J. Byrne, A New History of Ireland IX Maps, Genealogies, Lists. A companion to Irish History part II, Oxford, Oxford University Press, 2011, 690 p. (ISBN 978-0-19-959306-4).
- Stokvis, Anthony Marinus Hendrik Johan, préface de H. F. Wijnman, Manuel d'histoire, de généalogie et de chronologie de tous les États du globe, depuis les temps les plus reculés jusqu'à nos jours, Israël, 1966, p. 272 Table n°28a Généalogie des rois d'Ossory
- (en) J.F. Shearman, « Loca Patriciana: Part XII. The Early Kings of Ossory: The Seven Kings of Cashel Usurpers in Ossory: The Kings of the Silmaelodra-Of the Clan Maelaithgen - Maelduin Mac Cumiscagh-Cearbhall Mac Dungal: The Anglo-Norman Invasion of OssoryMartin the Elder, a Patrician Missionary in Ossory: His Churches », The Journal of the Royal Historical and Archaeological Association of Ireland, vol. 4 no 33/34,‎ 1878, p. 336-408 (JSTOR 25506726) Consulté le 23 mars 2021